# Кембриджська п'ятірка
Ке́мбриджська п'яті́рка (англ. Cambridge Five) — ядро мережі радянських шпигунів у Великій Британії, завербованих у 30-х роках XX сторіччя під час навчання в Кембриджському університеті. Включала п'ятьох випускників Кембриджського університету: К. Філбі, Г. Берджесс, Д. Маклін (Маклейн), Е. Блант і Д. Кернкросс, які займалися журналістикою, працювали в міністерствах закордонних справ і внутрішніх справ, успішно просувалися по службі і поступово отримували доступ до найважливіших державних секретів.
Колишній директор ЦРУ Аллен Даллес назвав «Кембриджську п'ятірку» «найсильнішою розвідувальною групою часів Другої світової війни».

## Склад

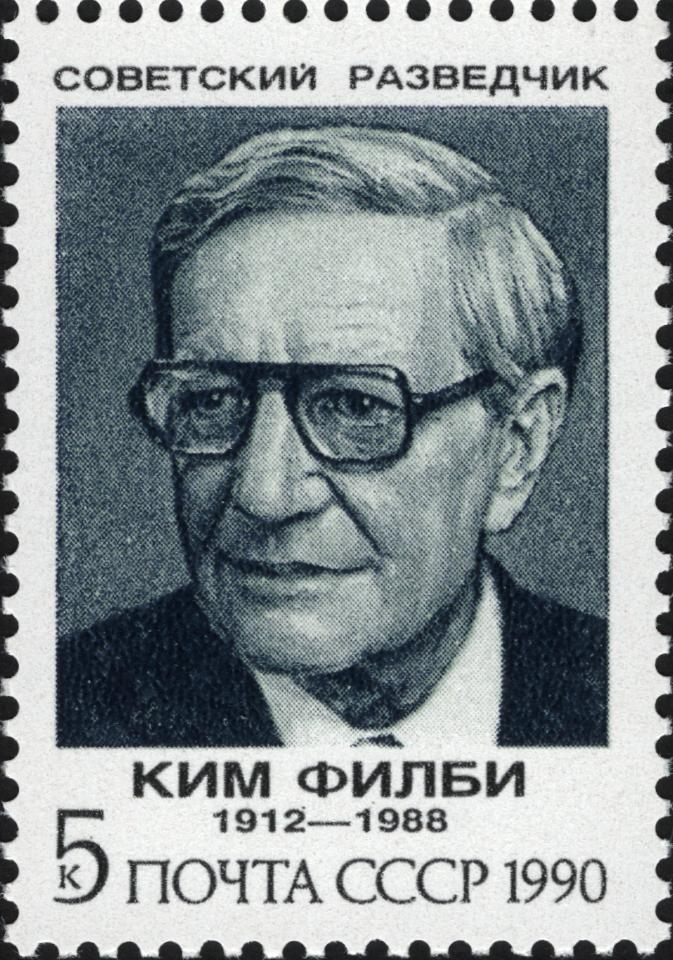
Кім Філбі на совєцькій поштовій марці

### Кім Філбі
Кім Філбі (англ. Kim Philby) — кодовий псевдонім «Stanley», займав високий пост у спецслужбі Великої Британії в SIS (MI6) і MI5.

### Ентоні Блант
Ентоні Блант (англ. Anthony Blunt) — псевдонім «Johnson», працював у військовій контррозвідці, радник короля Георга VI.

### Гай Берджесс
Гай Берджесс (англ. Guy Burgess) — псевдонім «Hicks», працював у військовій контррозвідці, у міністерстві зовнішніх справ Великої Британії.

### Дональд Маклін
Дональд Маклін (англ. Donald Duart Maclean) — псевдонім «Homer», працював у міністерстві зовнішніх справ Великої Британії.

### Джон Кернкросс
Джон Кернкросс (англ. John Cairncross) — працював у військовій контррозвідці, у міністерстві закордонних справ Великої Британії.